# Giovanni Michelotti (naturalista)
Giovanni Michelotti (Turín, 28 de diciembre de 1812 - San Remo, 21 de diciembre de 1898) fue un naturalista, geólogo y paleontólogo italiano.
Es autor, a menudo en colaboración con el francés Édouard Placide Duchassaing de Fontbressin (1819-1873), de numerosas publicaciones sobre esponjas y otros organismos marinos del Caribe. 
Las denominaciones de las especies Dentalium michelottii y Arcoscalpellum michellottianum son un homenaje a su nombre.

## Trabajos
- Specimen Zoophytologiae Diluvianae, Eredi Sebastiano Botta, Torino, 1838
- Saggio orittografico sulla classe dei gasteropodi fossili: dei terreni terziarii del Piemonte, Tipografia Reale, Torino, 1840
- De solariis in supracretaceis Italiae stratis repertis, Robert Grant & Son, Londra, 1841
- Saggio storico dei rizopodi caratteristici dei terreni sopracretacei, Camera, Modena, 1841
- Monografia del Genere Murex: ossia Enumerazione delle principali specie dei terreni sopracretacei dell'Italia, Tremeschin, Vicenza, 1841
- Brevi cenni sullo studio della zoologia fossile, Bernardoni & Rebeschini, Milano, 1841
- Introduzione allo studio della geologia positiva, Stamperia Sociale degli Artisti, Torino, 1846
- Spongiaires de la Mer Caraïbe, con Édouard Placide Duchassaing de Fonbressin, Loosjes, Haarlem, 1864

## Abreviatura (zoología)
La abreviatura Michelotti  se emplea para indicar a Giovanni Michelotti como autoridad en la descripción y taxonomía en zoología.